# Мали (река)
Мали, Намкиу, Маливан — река, образующая при слиянии с Нмай реку Иравади.
Место слияния находится в 40 км севернее города Мьичина.
Планируется строительство крупной гидроэлектростанции. Международный проект Мьисоунской дамбы с участием Китая имеет множество противников среди местных жителей.